# Ruth Barcan Marcus
Ruth Barcan Marcus, född 2 augusti 1921 i The Bronx, New York, död 19 februari 2012 i New Haven, Connecticut, var en amerikansk professor i filosofi och logiker, som fick Barcanformeln uppkallad efter sig. Hon var en pionjär inom modallogik och direkthänvisningsteorin.